# Débora Bloch
Débora Bloch (Belo Horizonte, 1963. május 29. –) brazil színész és televíziós színész. Jonas Bloch lánya.

## Válogatott filmográfia
- Bossa Nova (2000)
- Caminho das Índias (2009)
- À Deriva (2009)